# Helmuth Niendorf
Helmuth Hermann Albert Niendorf (* 29. Januar 1896 in Lübeck; † 27. August 1972 ebenda) war ein deutscher Maurermeister, Gewerkschaftsmitarbeiter und Kommunalpolitiker der SPD.

## Leben
Als Maurermeister war Niendorf in den Wiederaufbau der durch den Luftangriff auf Lübeck zerstörten Lübecker Marienkirche eingebunden. Der Lübecker Bürgerschaft als Kommunalparlament gehörte er als Abgeordneter vom 1. Juli 1948 bis zum 23. April 1955 an. Am 12. Juli 1948 wurde er zum Senator der Hansestadt mit der Zuständigkeit für das Innenressort gewählt und war bis zu seinem Ausscheiden aus dem Senat am 27. April 1950 gleichzeitig Zweiter stellvertretender Bürgermeister. In der Zeit vom 29. April 1951 bis zum 23. April 1955 war er Stadtpräsident in Lübeck; sein Nachfolger als Stadtpräsident wurde Walther Böttcher (CDU). Nach seinem Ausscheiden aus der Kommunalpolitik verweigerte er im Juni 1955 die Annahme der ihm angetragenen Senatsehrenplakette. Sein Nachlass befindet sich im Archiv der Hansestadt Lübeck.

## Schriften
- mit Kurt Haß: Geschichte des Handelshauses Possehl 1847–1919, Max Schmidt-Römhild, Lübeck 1962